# Christian Neureuther

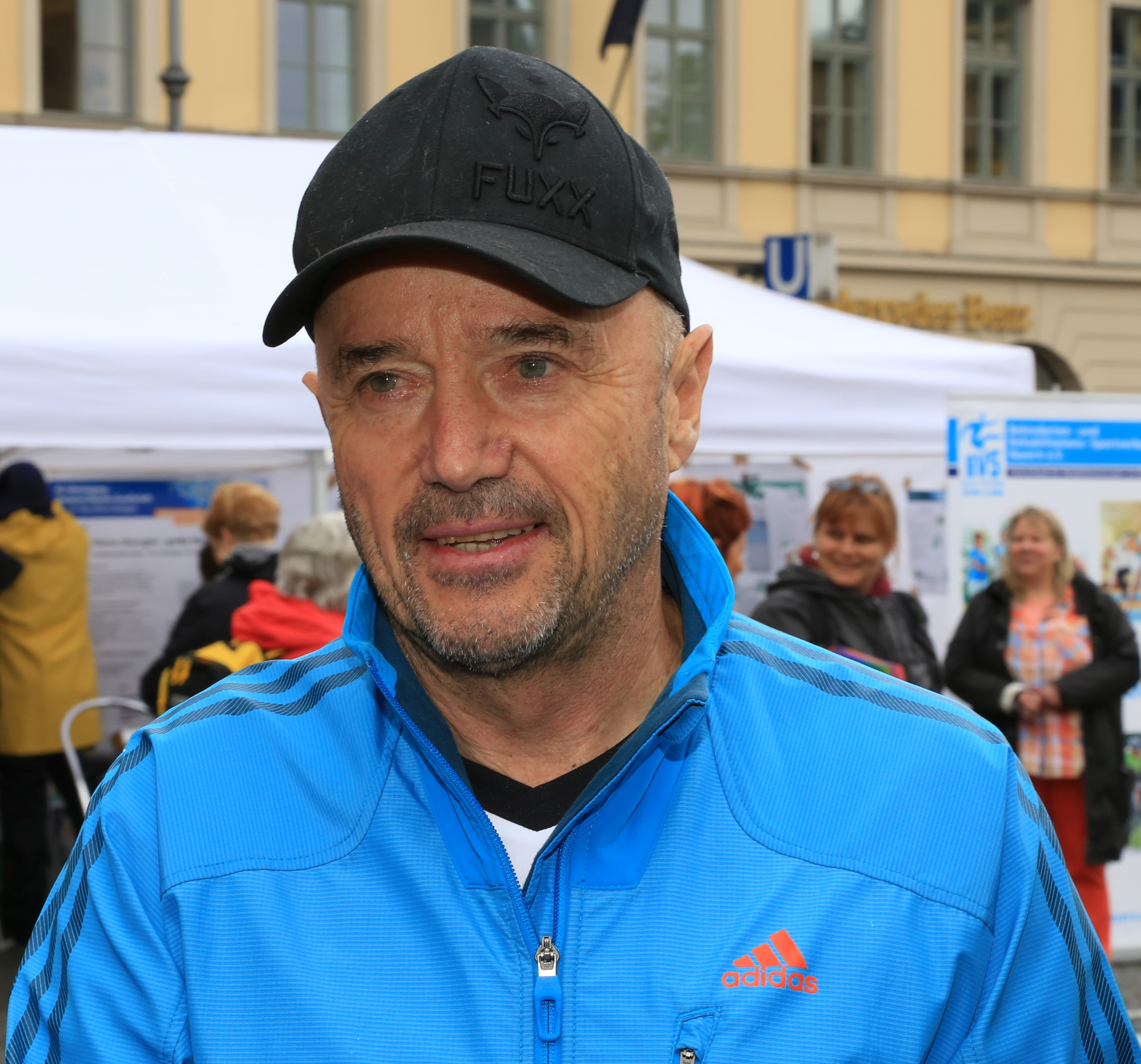
Christian Neureuther

Christian Neureuther nació el 28 de abril de 1949 en Garmisch-Partenkirchen (Alemania), es un esquiador retirado que logró 6 victorias en la Copa del Mundo de Esquí Alpino (con un total de 20 podiums).
Se casó a su vez con la que fuera esquiadora alemana Rosi Mittermaier, con la que tuvo un hijo también esquiador, Felix Neureuther.

## Resultados

### Juegos Olímpicos de Invierno
- 1976 en Innsbruck, Austria
  - Eslalon: 5.º
- 1980 en Lake Placid, Estados Unidos
  - Eslalon: 5.º

### Campeonatos Mundiales
- 1978 en Garmisch-Partenkirchen, Alemania
  - Eslalon: 6.º

### Copa del Mundo

#### Clasificación general Copa del Mundo
- 1969-1970: 25.º
- 1970-1971: 8.º
- 1971-1972: 32.º
- 1972-1973: 4.º
- 1973-1974: 9.º
- 1974-1975: 21.º
- 1975-1976: 26.º
- 1976-1977: 28.º
- 1977-1978: 34.º
- 1978-1979: 14.º
- 1979-1980: 16.º
- 1980-1981: 73.º

#### Clasificación por disciplinas (Top-10)
- 1970-1971:
  - Eslalon: 6.º
  - Eslalon Gigante: 8.º
- 1972-1973:
  - Eslalon: 2.º
- 1973-1974:
  - Eslalon: 2.º
- 1974-1975:
  - Eslalon: 7.º
- 1975-1976:
  - Eslalon: 6.º
- 1976-1977:
  - Eslalon: 9.º
- 1978-1979:
  - Eslalon: 3.º
- 1979-1980:
  - Eslalon: 3.º

#### Victorias en la Copa del Mundo (6)

##### Eslalon (6)
| Fecha               | Lugar                  |
| ------------------- | ---------------------- |
| 14 de enero de 1973 | Wengen                 |
| 21 de enero de 1973 | Megeve                 |
| 5 de enero de 1974  | Garmisch-Partenkirchen |
| 20 de enero de 1974 | Wengen                 |
| 9 de enero de 1979  | Crans-Montana          |
| 21 de enero de 1979 | Kitzbühel              |